# Тоурхильдюр Торлейфсдоуттир
Тоурхильдюр Торлейфсдоуттир (исл. Þórhildur Þorleifsdóttir; род. 25 марта 1945, Исафьордюр) — исландский театральный, оперный, кино- и телевизионный режиссёр, актриса, балерина, хореограф и политик. С 1996 по 2000 год она была директором Рейкьявикского театрального общества, управляющего Городским театром. С 1987 по 1991 год она была членом альтинга, представляя партию «Женский список».

## Биография
Тоурхильдюр родилась 25 марта 1945 года в Исафьордюре. Отец — Торлейвюр Гвюдмюндссон (Þorleifur Guðmundsson; 28 ноября 1911 — 18 сентября 1992), коммерсант, мать — Гвюдрун Бергсдоуттир (Guðrún Bergsdóttir; 4 декабря 1915 — 9 июня 1992), домохозяйка, внучка депутата альтинга Эггерта Бенедиктссона (Eggert Benediktsson; 1861—1936). Тоурхильдюр — старшая сестра актёра Эггерта Торлейфссона.
В 1961—1963 годах обучалась в Королевской балетной школе, которую как Академию хореографического искусства в 1926 году в Лондоне открыла Нинет де Валуа.
В 1976 году окончила Акюрейрскую среднюю школу второй ступени (MA).
Преподавала в Школе танца при Национальном театре, Театральной школе SÁL, Театральной школе Рейкьявикского театрального общества и Исландской театральной школе.
Как актриса и хореограф работала во многих местах. В 1973–1975 годах была штатной актрисой Акюрейрского театрального общества. Одна из основателей Народного театра в 1975 году.
Работала режиссёром во всех профессиональных театрах Исландии, в Исландской опере, на телевидении и в других местах.
С 1987 по 1991 год она была членом альтинга от избирательного округа Рейкьявик, представляя партию «Женский список». В 1987—1988 годах — председатель парламентской группы «Женский список».

## Личная жизнь
8 октября 1965 года вышла замуж за исландского актёра Аднара Йоунссона. У них пятеро детей: Гвюдрун Хельга (Guðrún Helga; 1964—2003), актриса Соульвейг Аднарсдоуттир, режиссёр Торлейвюр Эдн Аднарссон (род. 15 июля 1978), Оддни (Oddný; род. 1980), (Jón Magnús; род. 1982).